# Москва на Гудзоне
«Москва́ на Гудзо́не» (англ. Moscow on the Hudson) — американский кинофильм режиссёра Пола Мазурски 1984 года, описывающий жизнь в позднем СССР, в частности особенности советского общества — дефицит и очереди, цензура, индоктринация государственной идеологией.
Прототипом главного героя фильма стал Владимир Сермакашев (1937—2023), известный в 1960-е годы советский джазовый саксофонист, пианист и композитор, в 1973 году эмигрировавший в США и взявший псевдоним Vlad West. Он же принял участие в записи музыки к фильму.

## Сюжет
Действие происходит в 1980-е годы. По иронии судьбы саксофонист из оркестра московского цирка Владимир Иванов получил шанс, который должен был выпасть его другу, клоуну Анатолию. Тот ненавидит советскую власть, так как видел настоящее лицо системы «советов» и страстно мечтал вырваться из запертого лагеря.
Вышло так, что во время гастролей цирка по Америке известного смутьяна Анатолия всё время «пасли» агенты КГБ, а Владимир остался без «опеки» и не устоял. Он остаётся в США, где вскоре знакомится с обратной стороной жизни в Америке. Хотя в США и не «кисельные берега», назад возвращаться в «лагерь» он даже и не думает. Начиная жизнь с нуля, Владимир играет на саксофоне на нью-йоркских улицах, а так и не сумевший убедить его вернуться в СССР агент КГБ там же торгует хот-догами.

## В ролях
- Робин Уильямс — Володя Иванов
- Мария Кончита Алонсо — Люсия Ломбардо
- Александр Бениаминов — дедушка Иванова
- Савелий Крамаров — Борис, человек из КГБ
- Илья (Элия) Баскин — Анатолий Черкасов, клоун
- Кливант Деррикс — Лайонел Уизерспун
- Яков Смирнофф — Лев
- Алехандро Рей — Орландо Рамирес
- Олег Рудник — Юрий
- Людмила Крамаревская — мать Иванова
- Наталья Иванова — Саша
- Александр Народецкий — Леонид
- Пол Мазурски — Дейв
- Юрий Ольшанский — Блозонов
- Юрий Белов — клоун
- Игорь Панич — клоун
- Юрий Головщиков — русский офицер
- Пол Давидовский — русский
- Андрей Крамаревский — русский
- Аркадий Шабашев — лидер русской группы
- Анатолий Могилевский — певец в русской группе
- Михаил Шуфутинский — певец в русской группе

## Релиз на видео
В США в середине 1980-х годов фильм выпущен компанией «RCA/Columbia Pictures Home Video», во Франции совместно с «Gaumont», в других странах мира — «RCA/Columbia Pictures International Video» на VHS.
В СССР в 1980-е и России в 1990-е фильм распространялся на «пиратских» видеокассетах в авторском одноголосом закадровом переводе Василия Горчакова, Михаила Иванова и других. В России с 1997 года фильм выпущен на VHS-кассетах концерном «ВидеоСервис» с многоголосым закадровым переводом.